# Thermorécepteur
Les thermorécepteurs sont les récepteurs qui mesurent les variations de température cutanée (et non la température ambiante). On en trouve également dans certaines structures cérébrales, jouant un rôle dans la thermorégulation : les thermorécepteurs envoient une information afférente aux centres de régulation hypothalamiques qui agissent en envoyant des informations efférentes vers des systèmes régulants (glandes sudoripares, muscles lisses et squelettiques) permettant le maintien quasi constant de la valeur de consigne. 

## Types de récepteurs
I. Les thermorécepteurs profonds
Situés au niveau du territoire vasculaire viscérale, de la moelle épinière et de l'hypothalamus ils permettent de réguler la température du noyau thermique (ou température centrale).
II. Les thermorécepteurs cutanés
1. récepteurs au chaud (entre 30 et 46 °C)
2. récepteurs au froid (entre 15 et 30 °C) , réactivés à des températures de 43-44 °C (réponses paradoxales)

Au-dessus de 46 °C ou en dessous de 15 °C , les neurones nociceptifs prennent le relais. En dessous de 10 °C, le froid anesthésie les récepteurs nociceptifs.